# Boiga tanahjampeana
Boiga tanahjampeana är en ormart som beskrevs av Orlov och Ryabov 2002. Boiga tanahjampeana ingår i släktet Boiga och familjen snokar. Inga underarter finns listade.
Arten förekommer endemisk på ön Pulau Tanahjampea som ligger söder om Sulawesi och som tillhör Indonesien. Honor lägger ägg.